# Reef Ireland
Reef Ireland es un actor australiano, conocido por su interpretación de Orton en la aclamada película Blessed y por haber interpretado a Ned Dougherty en la serie Tangle.

## Carrera
Reef ha apareció como invitado en series policiacas como City Homicide y Rush, donde interpretó a Caleb Dean.
En el 2009 se unió como personaje recurrente de la serie Tangle donde interpreta a Ned Dougherty. Ese mismo año apareció en la aclamada película Blessed donde interpretó a Orton quien junto a su hermana menor Sophie (Lazzaro) huyen de su madre Rhonda (O'Connor), quien se encuentra embarazada y saliendo con hombres irresponsables y agresivos.
En el 2010 apareció en la película South Solitary, protagonizada por Marton Csokas y Miranda Otto.
En marzo del 2012 se unió al elenco de la serie Puberty Blues donde interpreta a Bruce Board, hasta ahora.
En el 2013 se unió al elenco recurrente de la serie Wentworth donde interpretó a Brayden Holt, el hijo de la prisionera Jacs Holt (Kris McQuade).

## Filmografía

### Series de televisión
| Año             | Título                         | Personaje            | Notas                                |
| --------------- | ------------------------------ | -------------------- | ------------------------------------ |
| 2016 - presente | Westside                       | Wolfgang "Wolf" West | 19 episodios                         |
| 2018            | Underbelly Files: Chopper      | Trent Anthony        | 2 episodios - miniserie              |
| 2017            | Trip for Biscuits              | Tosh Carter          | 18 episodios                         |
| 2013 - 2014     | Wentworth                      | Brayden Holt         | 8 episodios                          |
| 2012 - 2014     | Puberty Blues                  | Bruce Board          | 16 episodios                         |
| 2013            | Miss Fisher's Murder Mysteries | Kip                  | episodio "Dead Man's Chest"          |
| 2013            | Mr & Mrs Murder                | Chris Basset         | episodio "Atlas Drugged"             |
| 2011            | Killing Time                   | Jason Ryan           | 6 episodios                          |
| 2011            | Bed of Roses                   | Jed                  | episodio "Every Time We Say Goodbye" |
| 2009 - 2010     | Tangle                         | Ned Dougherty        | 11 episodios                         |
| 2010            | City Homicide                  | Damon Hayes          | episodio "Aussie! Aussie! Aussie!"   |
| 2009            | Rush                           | Caleb Dean           | 2 episodios                          |

### Películas
| Año  | Título         | Personaje | Notas                                                                             |
| ---- | -------------- | --------- | --------------------------------------------------------------------------------- |
| 2012 | The Wilding    | Malcolm   | junto a Richard Anastasios & Luke Mullins                                         |
| 2010 | Summer Coda    | Lachlan   | junto a Kate Bell                                                                 |
| 2010 | South Solitary | Tom       | junto a Marton Csokas, Essie Davis, Barry Otto & Rohan Nichol                     |
| 2009 | Blessed        | Orton     | junto a Eva Lazzaro, Sophie Lowe, William McInnes, Ditch Davey & Frances O'Connor |